# Mount Twynam
Der Mount Twynam ist der dritthöchste Berg auf dem Festland Australiens, er liegt in New South Wales und ist ein Teil des Kosciuszko-Nationalparks.
Der Mount Twynam befindet sich in der Main Range der Snowy Mountains. Als Snowy Mountains wird ein Gebirge im Südosten der Great Dividing Range bezeichnet. Der Berg liegt 7,1 Kilometer vom höchsten australischen Festlandsberg entfernt, dem Mount Kosciuszko. Auf dem Berggipfel bietet sich eine Fernsicht über den Blue Lake und den Western Falls.
Erreichbar ist er über den Alpine Way, von dem eine Straße abzweigt, die in der Nähe des Berges endet. Der Mount Twynam ist durch Erosion abgerundet. Er wird kaum erwandert.
In seiner Nachbarschaft liegen die Berge Carruthers Peak, Mount Northcote, Mount Tate, Mount Townsend, Mount Perisher und Back Perisher Mountain.